# Kinorhynchus paraneapolitanus
Kinorhynchus paraneapolitanus är en djurart som tillhör fylumet pansarmaskar, och som beskrevs av Sheremetevskij 1974. Kinorhynchus paraneapolitanus ingår i släktet Kinorhynchus och familjen Pycnophyidae.
Artens utbredningsområde är Svarta Havet. Inga underarter finns listade i Catalogue of Life.